# بهية خانم
بهائية خانم أو بهية خانم (1846م-15 يوليو 1932م) كانت الابنة الوحيدة لبهاءالله، مؤسس الدين البهائي، وحرمه آسية خانم. ولدت عام 1846م باسم فاطمة سلطان،  وكان لقبها «الورقة العليا». نشأت خلال الأوقات العصيبة التي مرت بها عائلتها، وفي مرحلة البلوغ كرّست حياتها لخدمة الدين حتى أنها كانت تؤتمن أحيانًا على إدارة شؤون الدين.
تمتّعت بهية خانم في المراحل الأولى من حياتها بحياةٍ سعيدةٍ وفي بيئة ثريةٍ ومفعمةٍ بالحب والاهتمام نظرًا للخليفية الاجتماعية لوالدها بهاءالله، والذي كان ابن الوزير ميرزا بزرك النوري في مازندران آنذاك. سرعان ما تدهورت حياتها بسبب اعتقال والدها عام 1852م من قبل الحكومة القاجارية الإيرانية لاعتناقه البابية، وهي في السادسة من عمرها، وتم نهب أموالهم وممتلكاتهم وإبعاد العائلة بأكملها من طهران إلى بغداد تحت ظروفٍ قاسيةٍ. عاشت ما تبقى من حياتها مع بهاءالله خلال عمليات النفي والسجن في أسرٍ وحرمانٍ، وفي فترة اعتقال والدها، على نفقة والدتها التي كانت تبيع هدايا الزواج.
من أعظم أعمالها إدارة شؤون الجامعة البهائية في فتراتٍ مختلفةٍ. عُهِد إلى بهائية خانم زمام أمور الدين البهائي وأؤتُمنت عليه بالوكالة في فتراتٍ انتقاليةٍ مرحليةٍ مرارًا وتكرارًا، بما في ذلك في عهد عبدالبهاء، خلال رحلاته إلى الغرب بين عامي 1910م و 1913م، ثم مرةً أخرى في عهد شوقي أفندي، بين عامي 1922م و 1924م. يُنظر إليها في الدين البهائي كواحدةً من أعظم النساء. وفقًا للبهائيين، في كل دين سيدةٌ ذات شأنٍ ومقامٍ رفيعٍ ومقدسٍ أو «بطلة خالدة». في زمن المسيح كانت مريم العذراء، وفي زمن محمد كانت ابنته فاطمة الزهراء، وأثناء الدين البابي كانت الطاهرة. يعتقد البهائيون أن بهية خانم هي البطلة البارزة في الدين البهائي.
توفيت عام 1932م. وتحت إشراف شوقي أفندي، تم دفنها في مرقدٍ خاصٍ بها في المركز البهائي العالمي الواقع في جبل الكرمل في حيفا. كانت جنازتها مناسبةً كبيرةً، تشبه جنازة عبدالبهاء، حيث تلاها تأبينٌ وصلواتٌ وقصائد من جميع الأديان والأجناس المختلفة. أقيمت مأدبة غداءٍ تذكاريةٍ على شرفها في أغسطس 1932م، تم فيها تقديم الطعام للفقراء والمحتاجين تخليدًا لذكراها. وأقيمت عدة مناسباتٍ أخرى فيما بعد، إحياءً لذكراها.

## نشأتها وحياتها

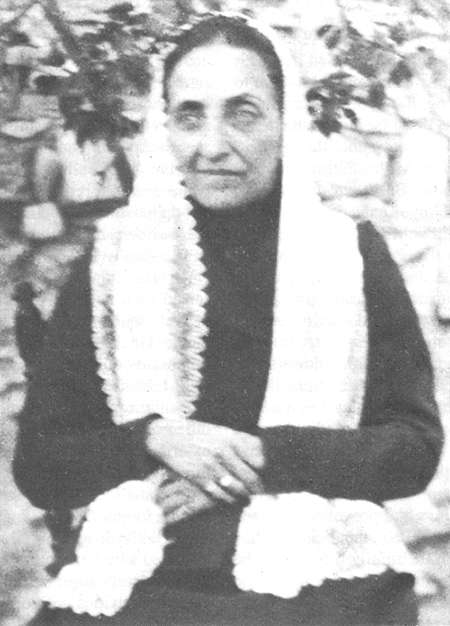
بهية خانم

### في طهران (1846م - 1852م)
وُلدت في عائلةٍ مرفهة الحال في طهران، وتتذكر أن والديها كانا محل إعجابٍ لخدمتهما للفقراء والمحتاجين. كتبت الباحثة البهائية "بهارية معاني" أن بهية خانم وُلدت على الأرجح في أواخر عام 1846م أو أوائل عام 1847م.
كانت السنوان الأولى لحياتها مليئةً بالسعادة. ووصفت كيف «أحبّت اللعب في الحدائق الجميلة» مع شقيقها عبدالبهاء. أمضت بهائية خانم سنواتها الأولى في حظوة المحبة والرخاء. نشأت في جوٍ من الثراء وكان منزل العائلة في طهران ومنازلها الريفية مريحةً ومصمّمةً بشكلٍ جميلٍ. كانت بهائية خانم وإخوتها - عباس ومهدي - يتمتعون بكل ما أُتيح لهم من رفاه. أخذت حياتها المثالية منعطفًا بعد اعتقال والدها عام 1852م بسبب حادثة رمي ناصرالدين شاه القاجار وقلعه للعديد من أتباع الباب، فسُجن بهاءالله في سجن سياه جال، وهو سجنٌ سيئ السمعة تحت الأرض في طهران. كانت بهية في السادسة من عمرها آنذاك، وتمّت مصادرة منزل العائلة ونهب ممتلكاتهم. من الواضح أنها تذكرت صرخات الغوغاء أثناء اعتقال البابيين، مما ترك بصمةً قويةً في حياتها اللاحقة.

### في بغداد (1852م - 1863م)
في يناير 1853م، واجه بهاءالله وعائلته النفي إلى بغداد، وكانت الرحلة من طهران إلى بغداد شاقةً، إذ كان يمر عبر الجبال المغطاة بالثلوج. عند وصولهم إلى بغداد، ذكرت بهية خانم أن والدها كان يشارك بنشاطٍ في الأعمال المنزلية. أثناء غياب بهاءالله المؤقت إلى جبال كردستان، تولى عميها ميرزا يحيى وميرزا موسى، دور رب الأسرة. وبحسب روايتها الخاصة، فرض ميرزا يحيى قيودًا صارمةً على العائلة، ومنعها من اللعب مع الأطفال الآخرين، ومنع الطبيب من رعاية شقيقها المولود حديثًا، والذي كان في أمسّ الحاجة إلى رعايةٍ طبيةٍ، مما أدى في النهاية إلى وفاته وحزن والدتها آسية خانم. إن الحزن والأسى المتبادل الذي شعرت به هي وعبدالبهاء دفعهما إلى أن يصبحا رفاقًا دائمًا لبعضهما البعض: قالت لاحقًا: "أتذكر بوضوحٍ حزن تلك الأيام". عندما عاد بهاءالله بعد ما يقرب من عامين من العزلة، شعرت العائلة بسعادةٍ غامرةٍ. عكست بهية خانم كيف كانت في حالة ترقّبٍ لاهثةٍ في انتظار رؤية والدها بهاءالله.
في بغداد، ازدهرت بهية لتصبح امرأةً شابةً، عُرفت بكرامتها، ولباقتها، ولطفها، وسلوكها المتحفّظ في الأماكن العامة. لاحظ شوقي أفندي، وهو يتأمل سنوات مراهقتها، أنها عُهدت بمهماتٍ "لا تستطيع أو ترغب أي فتاةٍ في مثل عمرها في القيام بها".

### في القسطنطينية (إسطنبول) وأدرنة (1863م - 1868م)
بحلول مايو 1863م، تم نفي بهاءالله وعائلته إلى القسطنطينية، عاصمة الإمبراطورية العثمانية. بعد وصولها إلى القسطنطينية، تخلّت بهية خانم عن فكرة الزواج. كان هذا أمرًا غريبًا جدًا بالنسبة لامرأةٍ في مثل منزلتها وعصرها، إلا أنه كان طلبًا قبله بهاءالله عن طيب خاطرٍ. وبعد فترةٍ قصيرةٍ في القسطنطينية، تم نفي العائلة مرةً أخرى إلى منطقةٍ أبعد وهي أدرنة. تصف بهية خانم كيف كانت شابةً قويةً حتى الرحلة إلى أدرنة. أما أدرنة فقد كانت فترةً غير سعيدةٍ للغاية بالنسبة للشابة بهية خانم.
كانت تبلغ من العمر 20 عامًا عندما تمّ تسميم بهاءالله من قبل شقيقه ميرزا يحي. كانت تدرك جيدًا إمكانية فصلها عن والدها، وقد خففت بهية خانم عن والدتها آسية خانم وشقيقها عندما علمت الأسرة أنه سيتم نفيهم منفصلين عن بهاءالله، ولكن بسعيٍ من عبدالبهاء، تم نفي العائلة مع بهاءالله إلى عكا الفلسطينية. في تعليقه على دورها في الفصل الذي تم عام 1868م بين ميرزا يحيى و بهاءالله، أشار شوقي أفندي إلى أن بهية خانم كانت من بين أكثر الأشخاص نشاطًا في تشجيع البابيين على قبول رسالة بهاءالله.

### في عكا، خلال فترة السجن (1868م - 1870م)

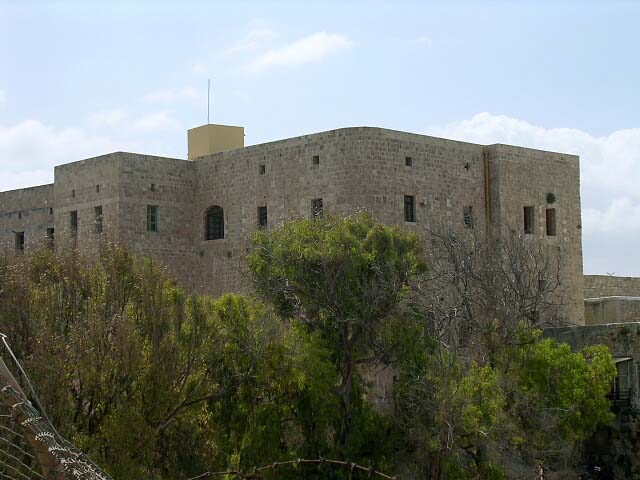
سجن عكا، الذي قضت فيه بهية خانم وعائلتها أصعب فترات حياتها

في يوليو 1868م، قامت الحكومة العثمانية بنفي بهاءالله وعائلته إلى مدينة السجن عكا، والتي كانت آنذاك جزءًا من الجزء السوري من الإمبراطورية العثمانية.دخلت بهية خانم، وهي شابةٌ تبلغ من العمر 21 عامًا، إلى عكا كسجينةٍ. كان هذا مكان نفيها الرابع والأخير. على الرغم من أنها كانت في أوائل العشرينات إلا أنها كانت لا تزال مصممةً على البقاء غير متزوجةٍ. عند وصولهم إلى خليج عكا، كان المنفيون مشوشين ومحبطين. تحدّث السكان باللغة العربية، وهو ما فهمته بهية خانم، وسمعتهم وهم يسخرون من الطريقة التي سيتم بها إلقاء الأسرة في البحر أو سجنها بالسلاسل. وأوضحت فيما بعد تأثير ذلك عليها: "تخيل، إذا استطعت، الانطباع الطاغي الذي تركه كل هذا في ذهن فتاةٍ صغيرةٍ مثلي في ذلك الوقت. هل يمكنك أن تتساءل أنني جادة، وأن حياتي مختلفة عن تلك الموجودة في بنات بلدي؟"
كان الطعام نادرًا، وتتذكر بهية خانم أن بهاءالله تخلّى عن الأكل لإطعام الأطفال في المجموعة. تم حبس الأسرة في مجموعةٍ صغيرةٍ من الزنازين التي كانت مغطاةً بالتراب ومياه الصرف الصحي، لدرجة أن بهية خانم أغمي عليها عدة مراتٍ، "من تجربتي الخاصة، ربما كان هذا هو الأسوأ". كانت الفترة مؤلمةً بالنسبة لبهية خانم، كما كان الحال بالنسبة للعديد من البهائيين، بسبب وفاة ثلاثة بهائيين، والسلوك العدائي للسكان المحيطين؛ وعلى وجه الخصوص، أدى موت ميرزا مهدي، الأخ الأصغر لبهية خانم، إلى تدمير المعنويات المتبقية للعائلة وأتباعهم. قامت بهية بجمع ملابس شقيقها الصغير ميرزا مهدي الملطخة بالدماء والاحتفاظ بها بعد وفاته عام 1870م.

### في عكا، بعد تخفيف القيود (1870م - 1892م)
بعد وفاة شقيقها عام 1870م، بدأ أهل عكا يحترمون البهائيين وعلى وجه الخصوص عبدالبهاء. تمكّن عبدالبهاء من ترتيب استئجار المنازل للعائلة، وانتقلت العائلة لاحقًا إلى قصر البهجة حوالي عام 1879م، عندما تسبب الوباء في فرار السكان. كانت بهية في الثالثة والعشرين من عمرها عندما خرجت من السجن القاسي. على الرغم من البداية غير السعيدة، كانت عكا مكانًا لبعض أسعد الأوقات في حياة بهية خانم. مع زواج عبدالبهاء من منيرة خانم، أصبح لديها رفيقةٌ من نفس العمر وأصبح الاثنان صديقتين مقربتين لبعضهما البعض. ساعدت بهية خانم والدتها وأبيها في خدمة الحجاج الذين كانوا يفدون لزيارة الأسرة. كانت بهية خانم قريبةً جدًا من والدها بهاءالله، فكتب إليها: "ما أحلى حضورك أمامي، ما أحلى النظر إلى وجهك، لأغمرك بمحبتي، وأمنحك رعايتي وإحساني".
أدى وفاة والدتها (آسية خانم) عام 1886م إلى وجع قلب بهية خانم. كانت قريبة جدًا من والدتها منذ الطفولة وتركت الوفاة فراغًا في حياة بهية. بعد وفاة آسية خانم، منح بهاءالله لقب "الورقة المقدسة العليا" لبهية خانم. وتولت دور ربة الأسرة - حيث قامت بإدارة الأسرة واستضافة المناسبات للنساء الحجاج وغيرهن، وهو الترتيب الذي استمر عندما أصبح عبدالبهاء يدير شؤون الجامعة البهائية بعد وفاة بهاءالله عام 1892م، أي بعد ست سنواتٍ من وفاة والدتها. كانت بهية في حالة ذهولٍ لفقد والدها، وعلى الرغم من أنه كان عليها أولاً أن تتعافى من الحداد الشديد الذي جعلها نحيلة وضعيفة بسبب مرضها، كانت العضو الوحيد الباقي على قيد الحياة من عائلتها الذي كان عليها دعم شقيقها عبدالبهاء للقيام بمهامّه، كما وصّى به بهاءالله في وصيته "كتابُ عهدي". وقد وصفتها بهية نخجواني بأنها تتمتع بيقظةٍ لا تنام، ولباقةٍ، ولياقةٍ، وصبرٍ شديدٍ، وثباتٍ بطوليٍ.

## من أهم أعمالها
في عام 1898م، زار أول وفدٍ من الحجاج الغربيين عبدالبهاء وبهية خانم في فلسطين، بما في ذلك فيبي هيرست، ولوا كيتسنكر، وإيلا جودال كوبر، وأول بهائيٍ أمريكيٍ من أصلٍ أفريقيٍ روبرت تورنر، وماي ماكسويل، من بين آخرين. وعلى الرغم من حالتها الصحية السيئة، استقبلت بهية خانم هؤلاء الحجاج. أثر ذلك بشكلٍ عميق على بهية خانم وكان مصدر سعادةٍ لعائلة عبدالبهاء في السجن الجزائي في عكا. كتبت الليدي بلامفيلد أن بهية خانم كانت "متعلقةً بشغفً" بأخيها وبذكرى والديها، ووصفت "روح الدعابة" التي تتمتع بها و"ذكائها المميّز".
في عام 1908م، أطلق حزب تركيا الفتاة سراح جميع السجناء السياسيين في ظل النظام العثماني وأُعلن إطلاق سراح بهائية خانم مع عائلتها. كانت تبلغ من العمر 21 عامًا فقط عندما دخلت المستعمرة العقابية، وعندما أطلق سراحها كانت في الستينيات من عمرها. عهد لها شقيقها عبدالبهاء بمقتنيات الباب عندما وصلوا إلى عكا في 31 كانون الثاني (يناير) 1899م، وعهد إليها بحفظها في غرفتها في منزل عبد الله باشا. كما احتفظت بصور بهاءالله والباب وغيرها من المقتنيات والآثار، باستثناء فترة الحرب العالمية الأولى، عندما أقامت هي وبقية أفراد عائلة عبدالبهاء والأمريكان إيديث ساندرسون ولوا جيتسنجر في منزل رئيس قرية ابو سنان. كما أوكل إليها عبدالبهاء حفظ وصيته الأخيرة التي عُرفت بـ ألواح وصايا عبدالبهاء.
مع حريتها وهي حديثة العهد، بدأت بهائية خانم أعمالها الخيرية علنًا. فتحت دارًا للأيتام في منزلها للأطفال للبهائيين وغير البهائيين، وأشرفت على تعليمهم، فعلمتهم «الأدعية، والقراءة والكتابة، وإدارة المنزل، والتطريز، والخياطة، والطبخ» إلى جانب شؤونٍ أخرى. بصفتها «ربّة البيت»، كانت بهية خانم مسؤولةً عن رعاية العديد من الحجاج من الشرق والغرب الذين توافدوا عليها لزيارة عبدالبهاء. كما نالت احترام وعطف السكان المحليين في فلسطين آنذاك. كتبت مارغريت راندال في مذكراتها أن «الجميع لجأ إليها للحصول على المساعدة والمشورة. كانت لطيفةً ومحبةً، لكنها قوية أيضًا.»
في عام 1914م، بدأت الحرب العالمية الأولى التي أثرت على منطقة فلسطين. كاد التواصل بين عبدالبهاء والجامعة البهائية في جميع أنحاء العالم أن يتوقف. علاوةً على ذلك، تأثّرت حيفا بشدةٍ بنقص الغذاء. ومن خلال ذلك مارست بهية خدماتها الإنسانية. وزّعت هي وشقيقها عبدالبهاء مخزونهما الضخم من الحبوب على الفقراء والمحتاجين في المنطقة. رُوي أن الأهالي توافدوا على منزل عبدالبهاء حيث كانت بهائية تطبخ لهم وتعطيهم حصصًا من الطعام. نالت الخدمات الإنسانية التي قدّمها عبدالبهاء وبهائية خلال الحرب، إعجاب الحكومة البريطانية وحصل عبدالبهاء على وسام "فارس".

## المحن والقيادة
عُهِد إلى بهائية خانم زمام أمور الدين البهائي وأؤتُمنت عليه بالوكالة في فتراتٍ انتقاليةٍ مرحليةٍ مرارًا وتكرارًا بما في ذلك خلال رحلات عبدالبهاء إلى الغرب بين عامي 1910م و 1913م، عندما كانت في الستينيات من عمرها، ثم مرةً أخرى عندما كان شوقي أفندي بعيدًا في عدة رحلاتٍ بين عامي 1922م و 1924م، وهي في السبعينيات من عمرها. هذا الدور القيادي هو منصبٌ نادرٌ بالنسبة للمرأة تاريخيًا.
في عام 1910م، عيّنها عبدالبهاء رئيسةً وأمينةً مؤتمنةً على زمام أمور الدين البهائي أثناء رحلاته الطويلة إلى الغرب. خلال هذه الفترة تعاملت بهائية خانم مع شؤون المركز البهائي العالمي وخارجها. وشملت هذه اللقاءات مع كبار الشخصيات، وإلقاء الخُطب نيابةً عن عبدالبهاء، ومقابلة المسؤولين من الحكومة من كلا الجنسين، وتقديم المساعدة الطبية للمرضى والفقراء. تعاملت بهائية أيضًا مع التوجيه الروحي والإداري للجامعة البهائية في جميع أنحاء العالم والتي استلزمها كتابة رسائل تشجيع للجامعات البهائية في جميع أنحاء العالم. ظلّت على تواصلٍ دائمٍ مع شقيقها عبدالبهاء خلال هذه الفترة.

في عام 1921م، توفي عبدالبهاء وأرسلت بهائية خانم برقياتٍ بمساعدة Saichiro Fujita، معلنةً عن الوفاة، من بين أماكن أخرى، إلى منزل Wellesley Tudor Pole في لندن، حيث قرأها شوقي أفندي. عندما تولّى شوقي أفندي قيادة الدين وولاية الأمر البهائي، علّق بشكلٍ خاصٍ على شعوره بدعم بهائية خانم خلال الفترة الصعبة التي أعقبت وفاة عبدالبهاء. مرةً أخرى، عُهِدَ إلى بهائية خانم زمام أمور الدين البهائي في عام 1922م.  وكانت لجنة مساعدتها لا تستطيع العمل بدون توقيع بهائية خانم. علّمت المؤمنين أحكام وصية عبدالبهاء الواردة في ألواح الوصايا. وشجّعت النساء البهائيات في بلاد فارس بشكلٍ خاصٍ على الانخراط في الأنشطة البهائية، وشرحت أحكام ميثاق بهاءالله في تلك الفترة الحاسمة. قدّمت رسائلها التشجيعية للجامعة البهائية والعزاء للذين كانوا في حدادٍ على وفاة عبدالبهاء، فيما يلي مثالٌ على أحد رسائلها:
في الوقت الذي غاب فيه المسيح من هذا العالم الفاني وصعد إلى الملكوت الأبدي، كان معه اثني عشر تلميذًا، ومن هؤلاء، طُرد واحدٌ. ولكن، بسبب صمود تلك الحفنة من النفوس، وبتفانٍ وإخلاصٍ وتجردٍ، قرّرت أن تنشر تعاليمه المقدسة وتنثر التعاليم الإلهية العذبة، متجاهلةً العالم وكلّ شعوبه، ولأنهم تفانوا تمامًا في المسيح – فقد نجحوا، بقوة روح القدس، في الاستيلاء على مدن قلوب الناس، إلى أن استضاءت الآفاق بنور الله الحقيقي الواحد الذي عمَّ الأرض كلها، وتم طرد ظلمة الجهل.

## وفاتها

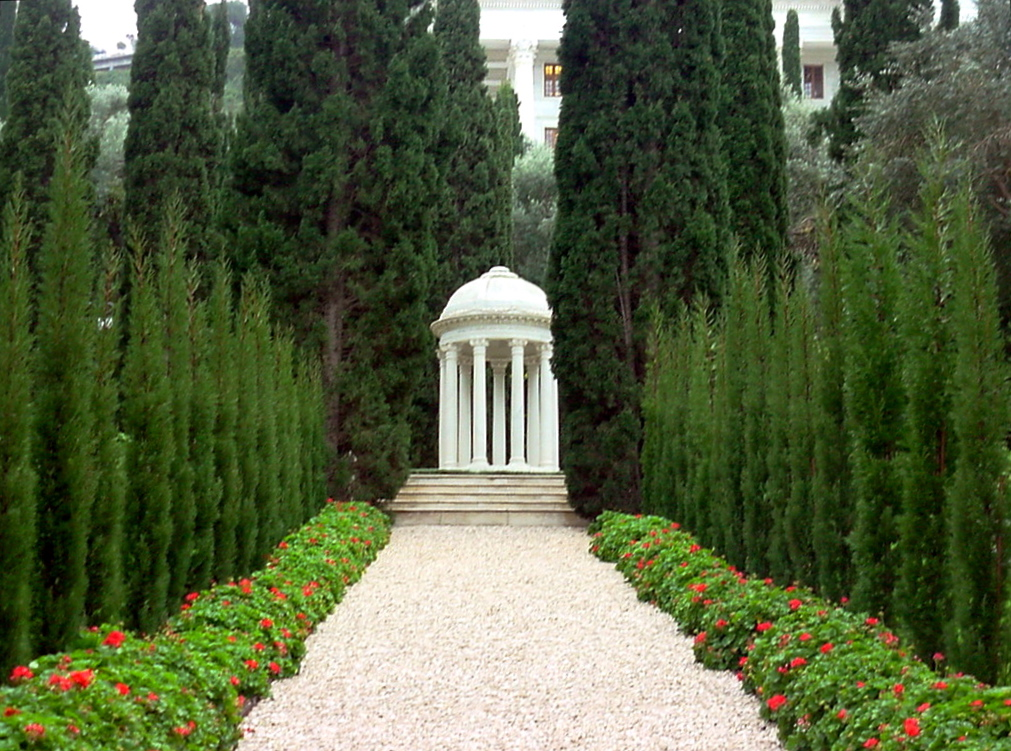
ضريح بهائية خانم في الحدائق البهائية الواقعة في جبل الكرمل في حيفا

في أواخر العشرينيات من القرن الماضي، بدأت صحة بهائية خانم تتدهور بشكلٍ خطيرٍ. كانت تعاني من المرض والآلام، وكانت تعيش حياةً غير مريحةٍ. لاحظ الحجاج أنها وجدت صعوبةً في زيارة قبر والدها والباب، وكانت بحاجةٍ للمساعدة في الوقوف والجلوس. اشتُهرت بقضاء ساعاتٍ في الادعية والصلوات والتأمل.  توفيت بهائية خانم في 15 يوليو 1932م. وثمّن شوقي أفندي وفاتها بالقول "إن العصر البطولي للديانة البهائية قد انتهى".
كانت جنازتها مناسبةً كبيرةً، تشبه جنازة عبدالبهاء، حيث تلاها تأبينٌ وصلواتٌ وقصائد من جميع الأديان والأجناس المختلفة. أقيمت مأدبة غداءٍ تذكاريةٍ على شرفها في أغسطس 1932م، تم فيها تقديم الطعام للفقراء والمحتاجين تخليدًا لذكراها.

## تخليد ذكراها
بعد وفاتها، قام شوقي أفندي بتأليف تأبينٍ مكتوبٍ بخط اليد لبهية خانم من 16 صفحة. طُلب من البهائيين الذين يعيشون في الأرض المقدسة للصلاة تسعة أيامٍ في موقع دفنها المؤقت. أُعلن الحداد الرسمي لمدة تسعة أشهرٍ على البهائيين في العالم، تكريمًا لذكراها. وطُلب حجب الاحتفالات الشخصية لمدة عامٍ كاملٍ احترامًا لها.
كانت الخطوة الأولى التي اتّخذها شوقي أفندي في إنشاء المركز الإداري للدين البهائي هي شراء أرضٍ على جبل الكرمل بالقرب من مرقد الباب، وتم دفن رفات بهية خانم تحت نصبٍ تذكاريٍ هناك. تلاها نقل رفات ميرزا مهدي وآسية خانم (نواب) في ديسمبر 1939م. يقع هذا الموقع الآن في الحدائق البهائية أسفل التل من القوس البهائي على جبل الكرمل في المركز البهائي العالمي. وعندما انتهى شوقي أفندي من ترجمة كتاب تاريخ نبيل تحت مسمّى "مطالع الأنوار" عام 1932م، أهداها لها.
أُقيم احتفالٌ عالميٌ لها في عام 1982م، تميّز بنشر مجموعةٍ من كتاباتٍ من قلم بهاءالله وعبدالبهاء وشوقي أفندي تُشير إليها، ومقتطفاتٍ من 92 من رسائلها. وفي تموز/يوليو 1982م، خلال أول لقاءٍ على الإطلاق في المقر الدائم لبيت العدل الأعظم، عُقدت ندوةٌ حول حياتها. وأكّد المهندس المعماري أنه تعمّد تصميم قبة مقر بيت العدل الأعظم على نمط القبة الموجودة على نصبها التذكاري. تم تأطير هذا الاحتفال من خلال خمسة مؤتمراتٍ دوليةٍ عُقدت على شرفها - دبلن، أيرلندا 25-27 يونيو، كيتو، الإكوادور 6-8 أغسطس، لاغوس، نيجيريا 19-22 أغسطس، كانبيرا، أستراليا 2-5 سبتمبر، ومونتريال، كيبيك، كندا 2-5 سبتمبر 1982م. يحتوي كتاب الأطفال "قصص الورقة المباركة العليا"، الذي أعدته جاكلين محرابي، على حكاياتٍ عن حياة بهية خانم.

## وصفها وشخصيتها
عندما كانت في سن المراهقة، كانت بهية تشبه بشكلٍ ملحوظٍ والدتها التي كانت ذات جمالٍ مشهورٍ. وُصِفت بهية بأنها ذات عيونٍ رماديةٍ كبيرةٍ، وجسمٍ نحيفٍ، وشعرٍ بنيٍ ذهبيٍ، وبشرةٍ عاجية اللون "تشبه إلى حدٍ كبيرٍ والدتها الجميلة". كانت عربتها رشيقةً وأرستقراطيةً. إيلا جودال كوبر، وهي بهائيةٌ أمريكيةٌ مبكرةٌ، وصفتها بأنها "طويلةٌ ونحيلةٌ وذات مظهرٍ نبيلٍ"، ووجهها "النظير الأنثوي لعبدالبهاء" مع "عيونٍ واعيةٍ". أثّر الحرمان والسجن على صحة بهية وأصبحت ضعيفةً، وعانت في كثيرٍ من الأحيان من نوبات اعتلال الصحة. كتبت مارغريت راندال، وهي حاجّةٌ بهائيةٌ أمريكيةٌ في عام 1919م: "بدا وجهها متعبًا بشكلٍ مخيفٍ، لكن عينيها كانتا مثل عيني عبدالبهاء، مفعمتين بالحيوية، ومُعبّرة".
كانت بهية مغرمةً بالزهور والأطفال. لقد أولت اهتمامًا كبيرًا بالنظافة وجودة إضاءة الغرفة. تظهر رسائلها المنشورة أنها تشجّع النساء على الانخراط في الخدمات البهائية. على الرغم من أنها كانت توصف في كثيرٍ من الأحيان بأنها هادئةٌ ومنطويةٌ على نفسها ومهذبةٌ، إلا أنها أثبتت وفقًا للبهائيين أنها قائدةٌ حاسمةٌ وفعالةٌ، وخاصةً عندما ترأست الدين في أول عقدي القرن العشرين.
احتلت بهية مكانةً خاصةً في قلب بهاءالله، الذي لم يدعم خيارها بالبقاء عازبةً فحسب، بل رفض أيضًا أي عروض زواجٍ نيابةً عنها. قال: "لا أعرف رجلًا يستحق الزواج بمثل هذه الطهارة مثل ابنتي". كلما زارت بهية بهاءالله في قصر البهجة، كان يقف بفارغ الصبر في شرفته منتظرًا أول لمحةٍ لوصولها. في السنوات الأخيرة من حياتها، عندما قامت مجموعةٌ من الطلاب بالحج لزيارتها، طلبت منهم بهية خانم أداء الأغاني الشعبية الفارسية التقليدية. أثار ذلك مشاعرها القوية عندما كانت تستمع إلى الأغاني التي تذكّرها بطفولتها في طهران مع بهاءالله. أشار إليها والدها بمودةٍ باسم بهية أو بهائية، وهو المشتق المؤنث من اسمه. وكانت تُعرف بين العائلة باسم "خانم" أي "السيدة".
وفقًا للبهائيين، قيل إن بهية خانم تتمتع بقوةٍ داخليةٍ، لأنها دخلت السجن كفتاةٍ عديمة الخبرة مع القليل من التعليم الرسمي، لكنها تغلّبت على صعوبات حياتها. وصفت كاتبة السيرة الذاتية جانيت خان بهية بأنها نموذجٌ للصمود في مواجهة المأساة والمعاناة الشخصية. تُعتبر المرأة الأولى في الدين، ومثالًا يُحتذى به لكلا الجنسين.

## روابط خارجية
- ظهور حضرة بهاء الله - أديب طاهر زاده
- الموقع الرسمي للعقيدة البهائية
- حقائق عن الدين البهائي
- الدين البهائي